# Биоконструктор
«Биоконстру́ктор» — музыкальный коллектив, образованный в 1986 году в СССР, в Москве. Лидер, вокалист, клавишник, а также инициатор создания группы — Александр Яковлев (ныне лидер группы «БИО», автор проекта Geotronika). Группа «Биоконструктор» — одна из первых электронных музыкальных групп в СССР,  ярко представившая в своей музыке жанр синти-поп. Состав группы: Александр Яковлев (вокал, синтезаторы), Андрей Кохаев (ударные), Леонид Величковский (синтезаторы), Валерий Васько (синтезаторы), Роман Рябцев (1990 год).
Группа распалась в конце зимы 1990 года. Но в 2019 году Яковлев и Андрей Кохаев вновь объединились под названием «Биоконструктор». Позже к ним присоединился Валерий Васько (также он автор проекта "Злой рок").
8 мая 2019 года состоялся первый концерт частично объединённого «Биоконструктора». В 2019 году вышло в свет переиздание альбома «Танцы по видео» на виниле и CD. 23 июня 2019 года на концерте к группе присоединился Валерий Васько. Группа выступает регулярно на различных площадках Москвы и Санкт-Петербурга. Записаны новые песни. В 2023 году вышел в свет полноценный альбом "Чудный мир", издан на CD и аудио кассетах.

## История
Группа «Биоконструктор» была основана в 1986 году бывшими участниками группы «Ответный чай» — Александром Яковлевым и Андреем Кохаевым. Позже к ним присоединился клавишник и композитор Леонид Величковский, а затем в группу пришёл Валерий Васько, который стал заведовать бас-партиями.
В феврале 1987 года музыканты записали альбом «Танцы по видео», где нашли отражение как тема НТР, так и актуальные проблемы: выпадание людей из реальной жизни из-за увлечения видеофильмами, угроза ядерной войны, превращение человека в машину без эмоций. Альбом вышел самобытным и сильно подогрел интерес к электронной группе.

Поиски вселенской гармонии, заявленные в программной композиции «Биоконструктора», последовательно переходят из темы в тему в альбоме «Танцы по видео». Музыкально-поэтическая фактура песен рождает космические ассоциации. В этом ощущении эмоциональный нерв программы. Ибо подспудно возникающая мысль о маленьком космическом корабле под названием «Земля», столь беззащитном в пугающей бездонности Галактики, порождает в сознании нешуточную тревогу. Праведная мечта о гармонии оказывается в сетях человеческих пороков, мелких и крупных, частных и глобальных, но одинаково опасных и каверзных. «Гравитатор — противник иллюзий» всё больше довлеет над радужной мечтой о всеобщем счастье. «Бетонный Рай» — предпоследняя композиция альбома, уже удручает мрачной безысходностью возможного самоуничтожения человечества. Почти физический страх, полное смятение чувств. Но, чу, слабая надежда — «ещё всё можно повернуть назад, папа, бросай свой бетонный рай».— Артур Гаспарян, «Противники иллюзий» («МК», 1988 год)

### «Поп-комбинат»
В 1987 году Александр Яковлев и Леонид Величковский решили записать песни, не вписывающиеся в концепцию «Биоконструктора», но исполняемые ими на дискотеках. Так появился «Сентиментальный альбом», который не позиционировался как второй альбом группы, а был работой стороннего проекта «Поп-комбинат». В «Сентиментальный альбом» вошли эксперименты со стилями рэп, диско, «новая волна». Альбом был более лёгким и танцевальным.
В 1989 году группу покидает клавишник Валерий Васько, его заменяет Роман Рябцев. В том же году фирма «Мелодия» выпускает первую пластинку группы (на обратной стороне пластинки был записан альбом дуэта «Прощай, Молодость!»).
В 1990 году «Биоконструктор» распадается, и его участники основывают две новые группы — «БИО» (Александр Яковлев) и «Технология» (Андрей Кохаев, Леонид Величковский, Роман Рябцев).
В 1995 году Александр Яковлев создал в Москве дочерний лейбл студии «Союз» под названием «Electric Records», занимающийся выпуском электронной музыки. В том же году в студии «Ника» начал запись сборника электронной музыки. Однако его Яковлев завершил на «Electric Records» при содействии Владимира Мальгина, так как в январе 1996 года студия «Ника» сгорела.
Сотрудничал с Олегом Парастаевым.
В 2018 году питерский лейбл «Maschina records» переиздал «Сентиментальный альбом» на CD.
В начале 2023 года Александр Яковлев представил новый альбом группы «Биоконструктор» — «Чудный мир».

## Участники группы
Сегодняшний состав:
- Андрей Кохаев (1986—1990, с 2019)
- Александр Яковлев (1986—1990, с 2019)
- Валерий Васько (1986—1989, с 2019)

Бывшие участники:
- Леонид Величковский (1986—1990)
- Роман Рябцев (1989—1990)

## Дискография

### Студийные альбомы
- Танцы по видео (1987)
- Поп-комбинат — Сентиментальный альбом (1987) — считается вторым альбомом «Биоконструктора» из-за ошибки распространителей записи
- Чудный мир (2023) (CD, лейбл "Гравитатор рекордс")

### Виниловая пластинка
- Группа «Биоконструктор» / Дуэт «Прощай, Молодость!» (1989)
- Группа Биоконструктор "Танцы по видео" (лейбл Машина рекордс)

### Переиздание
- Танцы по видео (1994)
- Танцы по видео (2019)
- Поп-комбинат — Сентиментальный альбом (2017)

### Сингл
- Биоконструктор / Телетуризм (7") (2011)